# Frankowicze

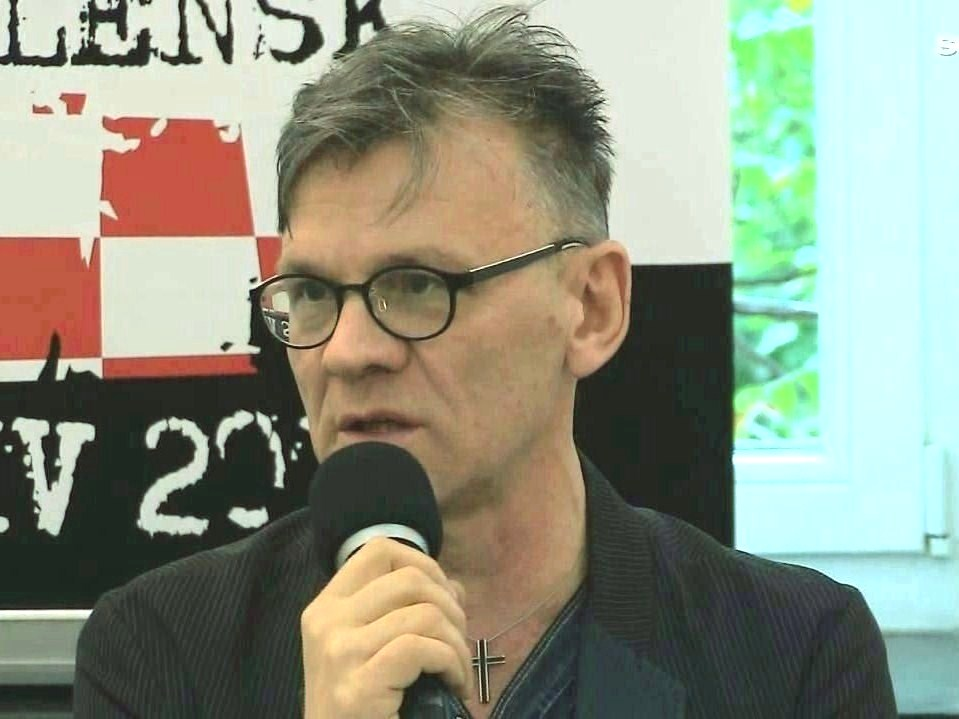
Maciej Pawlicki, czołowy działacz środowiska frankowiczów

Frankowicze – potoczna nazwa grupy osób w Polsce, które w latach 90. XX wieku i później zaciągnęły kredyty (głównie mieszkaniowe, hipoteczne) denominowane lub indeksowane we frankach szwajcarskich.
Na przestrzeni kilku lat, w przypadku większości takich kredytów, mimo regularnego spłacania rat, w wyniku zmian kursu walutowego zobowiązania kredytobiorców wzrosły o kilkadziesiąt procent. Wzrosła także wysokość rat.
Według ogólnej kalkulacji „Gazety Finansowej” z lutego 2017 liczbę omawianych umów kredytowych w skali kraju szacowano na 1 milion, łącznie zaś były one obciążeniem dla około 4 milionów obywateli.

## Inicjatywy środowiska kredytobiorców
Część frankowiczów utworzyła struktury organizacyjne oraz wielokrotnie urządzała manifestacje publiczne w obronie swoich praw. Pierwszą organizacją w Polsce zrzeszającą frankowiczów było założone z inicjatywy Tomasza Sadlika stowarzyszenie Pro Futuris. Stowarzyszenie to rozpoczęło oficjalną działalność 18 lutego 2015. Pro Futuris organizowało manifestacje w całej Polsce, m.in. we Wrocławiu, w Łodzi, w Białymstoku, w Warszawie, w Szczecinie, w Gdańsku. Tomasz Sadlik jako jeden z pierwszych pozywając bank nagłośnił problem umów bankowych zawierających klauzule niedozwolone (abuzywne). W efekcie narastania problemu społecznego powstał współpracujący z Pro Futuris ruch społeczny o zasięgu ogólnopolskim Bankowe Bezprawie. Ruch społeczny Bankowe Bezprawie 10 września 2015 przekształcony został w stowarzyszenie Stop Bankowemu Bezprawiu stając się wiodącą organizacją frankowiczów. Stowarzyszenie to przy współpracy z innymi organizacjami zorganizowało m.in. 16 kwietnia 2016 w Warszawie manifestację pod nazwą Ogólnopolska Manifestacja Osób Oszukanych przez Banki.
Czołowym działaczem środowiska frankowiczów stał się Maciej Pawlicki, który definiując społeczne konsekwencje kredytów walutowych stwierdził: A ci, którzy zostali złapani w pułapkę metodą „na franka”, czyli na toksyczne instrumenty pochodne nazwane kredytami walutowymi, w większości już zdali sobie sprawę z tego, że są bezprawnie pozbawiani swojej własności. Koszty społeczne są ogromne – tysiące załamań nerwowych i chorób, tysiące rozbitych rodzin, emigracja, tysiące zniszczonych firm, zabijane nadzieje, lawinowo wzrastająca liczba samobójstw, to już 8000 rocznie.
W 2014 postulowano powołania Polskiej anty-Partii frankowiczów jednoczącej potencjalnie około 3 miliony Polaków uwikłanych w kredyt walutowy. Podnoszono, że banki udzielając kredytów nominalnie we frankach szwajcarskich wypłacały złotówki. Kredyt taki był więc w istocie instrumentem finansowym wysokiego ryzyka. Podczas kampanii prezydenckiej 2015 anty-Partia wezwała swoich zwolenników do poparcia kandydata Andrzeja Dudę, który zobowiązał się do złożenia w Sejmie Rzeczypospolitej ustawy uwalniającej frankowiczów z jarzma długów walutowych. Prezydent słowa nie dotrzymał. Termin złożenia ustawy, który sam wyznaczył minął 6 listopada 2015. Anty-Partia frankowiczów przygotowała własny projekt ustawy i opublikowała go na swojej stronie internetowej, jednak nie został złożony w Sejmie. Strona internetowa anty-Partii frankowiczów była wielokrotnie atakowana oraz blokowana przez „nieznanych sprawców”, obecnie jest dostępna jedynie w wersji archiwalnej.

## Skala problemu
Na koniec 2019 w Polsce było 451,63 tys. kredytów mieszkaniowych we frankach szwajcarskich. Kwota do spłaty wynosiła 101,8 mld zł. Jeszcze w trzecim kwartale roku podawano, że ponad 9 tysięcy kredytów zostało przewalutowanych na złote. Ze złotych na franki zostało zamienionych 5,3 tysiące kredytów (94 procent kredytów zamienionych ze złotych na franki zostało w pierwszym kwartale 2009).

## Reakcje polityków
Sytuacja frankowiczów stała się przedmiotem szerokiej debaty publicznej. W jej ramach kandydat na prezydenta RP Andrzej Duda w kampanii wyborczej w 2015 złożył obietnicę wniesienia do Sejmu projektu ustawy rozwiązującej węzłowe problemy tej grupy kredytobiorców. Projekt taki wpłynął do parlamentu 2 sierpnia 2016. Został on zakwestionowany przez Stowarzyszenie Stop Bankowemu Bezprawiu jako niespełniający oczekiwań tego środowiska.
Prezes partii Prawo i Sprawiedliwość Jarosław Kaczyński w kwietniu 2016 stwierdził: Kredyty frankowe, w które złapano dziesiątki tysięcy rodzin, stały się formą współczesnego niewolnictwa. (...) bez względu na różne opory i płacze, zapewne także w naszym obozie, uwolnimy Polaków z tej niewoli. Natomiast 10 lutego 2017 ten sam polityk oświadczył, że uregulowanie sytuacji frankowiczów w drodze ustawowej jest niemożliwe, a sami kredytobiorcy powinni dochodzić swych praw przed sądami. Komentatorzy odczytali to jako rezygnację PiS z obietnic dotyczących frankowiczów.
Wcześniej w 2006 Prawo i Sprawiedliwość wydało komunikat prasowy w sprawie Rekomendacji S (wskazującej na ryzyka systemowe i społeczne będące następstwem udzielania kredytów  w walucie obcej), w której stwierdziło, że: z niepokojem przyjmuje zalecenia Komisji Nadzoru Bankowego tzw. „Rekomendację S” wprowadzające ograniczenia w dostępności do kredytów walutowych, których głównym skutkiem będzie zmniejszenie możliwości nabywania przez obywateli (szczególnie przez młode osoby) własnych mieszkań... Nie podzielamy argumentacji Komisji Nadzoru Bankowego dotyczącej rzekomego zagrożenia dla sytemu bankowego... Niekorzystnym skutkiem „Rekomendacji S” może być sytuacja, w której znaczna część średnio zarabiających Polaków nie będzie w stanie uzyskać dostępu do kredytu z powodu gwałtownego wzrostu jego kosztów. Wprowadzanie sztucznych ograniczeń tamujących naturalny rozwój rynku kredytów nie służy polskiej gospodarce, a już na pewno nie służy obywatelom... Podstawowe uzasadnienie Komisji Nadzoru Bankowego „Rekomendacji S” powołujące się na ogromne ryzyko związane przede wszystkim z nagłymi spadkami wartości walut, możliwością znacznego podniesienia stóp procentowych przez zagraniczne banki centralne, a także na możliwy znaczny spadek wartości złotówki, nie znajduje potwierdzenia w danych makroekonomicznych. Oczywiście nie możemy nie dostrzegać tego ryzyka, ale jeśli weźmiemy pod uwagę ciągły wzrost gospodarczy naszego kraju, niską inflację i umacniającą się złotówkę, to obawy Komisji Nadzoru Bankowego nie znajdują potwierdzenia w faktach... Obecnie komunikat ten nie jest już dostępny na stronie, został usunięty.

## Reakcje instytucji państwowych
Niektóre organy państwowe podjęły działania informacyjno-doradcze mające na celu pomoc frankowiczom. M.in. Rzecznik Praw Obywatelskich oraz Rzecznik Finansowy zorganizowali w styczniu 2017 w biurach terenowych RPO akcję dyżurów eksperckich dla zainteresowanych konsumentów. Ponadto Rzecznik Finansowy może wspierać frankowiczów, wydając na ich wniosek Oświadczenie zawierające istotny pogląd dla sprawy, prowadzonej przed sądem. Istotny pogląd Rzecznika Finansowego jest opinią o charakterze pomocniczym, nie jest on wiążący dla sądu, jednak w uzasadnieniu orzeczenia sąd powinien się ustosunkować do argumentów przedstawionych przez Rzecznika Finansowego. Rzecznik Finansowy, w ramach podsumowania tego, co się wydarzyło w ciągu roku po orzeczeniu TSUE, poinformował, że nawet ci frankowicze, którzy już przegrali rozprawy z bankami, mają w swoich rękach narzędzie skargi nadzwyczajnej.
Prezes UOKiK wydał szereg opinii w sprawie klauzul abuzywnych (niedozwolonych) stosowanych w umowach kredytowych denominowanych oraz indeksowanych do walut obcych. Pojawienie się w umowie kredytu klauzuli niedozwolonej może dać kredytobiorcy szansę na ewentualne unieważnienie umowy kredytowej.    

## Trybunał Sprawiedliwości
1. Trybunał Sprawiedliwości odpowiadając na pytanie prejudycjalne zadane przez Sąd Okręgowy w Warszawie w sprawie Dziubak kontra Raiffeisen Bank (sprawa C-260/18) stwierdził:

...art. 6 ust. 1 dyrektywy 93/13 należy interpretować w ten sposób, iż nie stoi on na przeszkodzie temu, aby sąd krajowy, po stwierdzeniu nieuczciwego charakteru niektórych warunków umowy kredytu indeksowanego do waluty obcej i oprocentowanego według stopy procentowej bezpośrednio powiązanej ze stopą międzybankową danej waluty, przyjął, zgodnie z prawem krajowym, że ta umowa nie może nadal obowiązywać bez takich warunków z tego powodu, że ich usunięcie spowodowałoby zmianę charakteru głównego przedmiotu umowy.
Pełny tekst dostępny jest na stronie Trybunału →
2. Trybunał Sprawiedliwości odpowiadając na kolejne bardzo istotne w sprawie pytanie prejudycjalne zadane przez Sąd Rejonowy dla Warszawy-Śródmieścia w Warszawie w sprawie Arkadiusz Szcześniak przeciwko Bankowi M. SA,(sprawa C-260/18) stwierdził, że banki nie mają prawa do wynagrodzenia za korzystanie z kapitału - co było potencjalnie najsilniejszym środkiem obrony banków, w dotychczasowych sporach. Jednocześnie Trybunał uznał, że klienci, których umowy zostały unieważnione mają prawo nie tylko do odsetek, ale także i do rekompensaty jeżeli ta jest uzasadniona.